# Manuel Blanco
Manuel María Blanco Ramos, född 1778 i Navianos de Alba, död 1845 i Manila, var en spansk tiggarmunk i Augustinorden och botaniker. Han är författare till Filippinernas första omfattande flora.
Auktorsnamnet Blanco kan användas för Manuel Blanco i samband med ett vetenskapligt namn inom botaniken; se Wikipediaartiklar som länkar till auktorsnamnet.